# ベルファスト・セルティックFC
ベルファスト・セルティック・フットボールクラブ (英語: Berfast Celtic Football Club) は、北アイルランドの首府ベルファストを本拠地に活動していたサッカークラブである。

## 歴史
国内リーグのアイリッシュリーグ (現 : NIFLプレミアシップ) が創設された翌年の1891年にチームが創設された。結成当時の名称はセルティックFC (英語: Celtic F.C.) だった。チーム初タイトルは1894-95シーズンのカウンティ・アントリム・シールド (County Antrim Shield) 。決勝でディスティラリーを3-1で破っている。リーグ初制覇は1899-1900シーズンである。1925-26シーズンから1928-29シーズンまでのリーグ4連覇や、1935-36シーズンから1939-40シーズンにかけてのリーグ5連覇など、1925年から1940年にかけてチームは全盛期を迎えたが、1949年にチームは解散し、1949-50シーズンを最後にトップリーグから退いた。

## タイトル

### 国内タイトル
- アイリッシュリーグ : 14回
  - 1899-00, 1914-15, 1919-20, 1925-26, 1926-27, 1927-28, 1928-29, 1932-33, 1935-36, 1936-37,
1937-38, 1938-39, 1939-40, 1947-48
- アイリッシュカップ : 8回
  - 1917-18, 1925-26, 1936-37, 1937-38, 1940-41, 1942-43, 1943-44, 1946-47
- シティカップ : 11回
  - 1905-06, 1906-07, 1918-19, 1925-26, 1927-28, 1929-30, 1930-31, 1932-33, 1939-40, 1947-48,
1948-49
- ゴールドカップ : 6回
  - 1911-12, 1925-26, 1934-35, 1938-39, 1939-40, 1947-48
- カウンティ・アントリム・シールド : 7回
  - 1894-95, 1926-27, 1935-36, 1936-37, 1938-39, 1942-43, 1944-45

### 国際タイトル
- なし